# Noteriades tricarinatus
Noteriades tricarinatus is een vliesvleugelig insect uit de familie Megachilidae. De wetenschappelijke naam van de soort is voor het eerst geldig gepubliceerd in 1903 door Bingham.
De soort is bekend uit het Kongogebied en Zuid-Afrika.